# Сагітово (Зіанчуринський район)
Сагі́тово (рос. Сагитово, башк. Сәғит) — присілок у складі Зіанчуринського району Башкортостану, Росія. Входить до складу Баїшевської сільської ради.
Населення — 243 особи (2010; 302 в 2002).
Національний склад:
- башкири — 100%